# Al-Hurqah
Hind bint al-Nuʿmān (en arabe : هند بنت النعمان), également connue sous le nom al-Ḥurqah, est une poétesse de l'Arabie préislamique. Il subsiste un débat historiographique, remontant au Moyen Âge, sur ce qu'était précisément son nom et sur la question de savoir si certains porteurs de ces noms étaient des personnes différentes ou non. Princesse-poète, elle est considérée comme une figure clé de la poésie préislamique.

## Biographie
Hind est la fille d'al-Nu'man III ibn al-Mundhir, le dernier roi lakhmide d'al-Hirah (avant 582 - vers 602) et d'une mère arabe chrétienne orientale. Selon le Ḥarb Banī Shaybān maʻa Kisrà Ānūshirwān (dont la fiabilité historique est discutable), Khosro II, empereur sassanide (avant 590 - 628) et suzerain de son père, demande Hind en mariage. Peu enclin à accepter, al-Nuʿmān envoie sa fille chercher refuge parmi les tribus arabes, et est par la suite attaqué et emprisonné par Khosro. Après avoir échoué à trouver refuge auprès des Ghassanides et d'autres tribus arabes, elle est recueillie par les Banu Shayban (en) par l'intercession de leur princesse al-Ḥujayjah. On suppose que c'est la raison pour laquelle les Banu Shayban ont dû combattre l'Empire persan lors de la bataille de Dhi Qar vers 609. Elle est ensuite envoyée pour épouser al-Nu'man ibn al-Rayyan, « son seul cousin à avoir survécu à l'attaque perse contre le royaume d'al-Ḥirah », après quoi Khosro accorde à al-Nu'man le trône d'al-Hirah.
Une autre source de fiabilité douteuse, l'Encyclopédie du plaisir (en) d'Ali ibn Nasr al-Katib, conte que Hind aimait une femme nommée Hind bint al-Khuss (en). À la mort d'al-Zarqāʾ, sa fidèle amante « s'est coupé les cheveux, a porté des vêtements noirs, a rejeté les plaisirs du monde, a juré à Dieu qu'elle mènerait une vie ascétique jusqu'à sa mort », et aurait même construit un monastère pour commémorer son amour pour al-Zarqāʾ. Cette source fait des deux personnages les premières lesbiennes évoquées dans la culture arabe.
Quelques œuvres poétiques sont attribuées à Hind, faisant d'elle (si les attributions sont correctes) un exemple relativement rare d'une poétesse préislamique dont l'œuvre a survécu.